# Fuera de carta
Fuera de carta és una pel·lícula espanyola dirigida per Nacho G. Velilla que gira entorn de la construcció d'un restaurant i la decisió de sortir de l'armari d'alguns homes que han mantingut relacions amb dones per a encobrir la seva veritable sexualitat, arribant fins i tot a casar-se i tenir fills, també tracta el tema de la família monoparental. Va ser protagonitzada per Javier Cámara, Benjamín Vicuña, Lola Dueñas i Fernando Tejero. La cinta es va estrenar a Espanya l'11 d'abril de 2008 i va tenir un important èxit en la taquilla, recaptant en el seu primer cap de setmana gairebé un milió d'euros, va tancar l'any en la sisena posició de les pel·lícules espanyoles més taquilleres amb una recaptació de 5.107.626,41 euros. Va obtenir catorze nominacions a premis —incloent dos als premis Goya— guanyant cinc d'elles. La recepció per part de la crítica no va ser molt afortunada, rebent comentaris negatius de part d'importants diaris com El País, El Mundo i ABC.

## Argument
és un cap de cuina, amo d'un restaurant de disseny, el Xantarella, que aspira a guanyar una estrella Michelín però que passa per algunes dificultats financeres. L'ajuda Álex (Lola Dueñas), una maitre que cerca parella de forma desesperada. Maxi fa temps que va sortir de l'armari i va declarar la seva homosexualitat. Va deixar enrere a la seva família, una dona i dos fills als quals no ha vist en els últims set anys. La mort d'aquella fa que hagi de cuidar de dos nens que li resulten estranys. Al mateix temps es creua en la vida de Maxi i Álex un futbolista argentí (Benjamín Vicuña), Horaci, que es fa passar per heterosexual quan en realitat és homosexual. La pel·lícula es desenvolupa entre el triangle amorós format per Maxi, Álex i Horacio, la responsabilitat paternal de Maxi i la destinació del restaurant.

## Guió
El guió de la pel·lícula va ser escrit per Nacho García Velilla, guionista de seriïs de televisió espanyoles com Siete vidas i el seu spin-off, Aída, sent el segon guionista de la sèrie que es llança al cinema, després de Tom Fernández (La torre de Suso), encara que va comptar amb la col·laboració de David Sánchez Olivas, Oriol Capel Mir i Antonio Sánchez Olivas. La idea original per a la pel·lícula va néixer de diversos casos reals viscuts per persones conegudes per Velilla, que, havent arribat ja als quaranta anys, van sortir de l'armari i van deixar el seu matrimoni fictici amb una dona amb la finalitat de començar una nova vida. Velilla va realitzar disset versions del guió, encara que durant el rodatge de la pel·lícula va afegir diversos matisos per a aprofundir més en els personatges.
El fet que la cuina creativa espanyola fos durant la composició del guió una de les capdavanteres a nivell internacional va ser una de les raons que va portar a Velilla a situar l'acció de la pel·lícula en un restaurant. A més necessitava un treball per a Maxi, el protagonista, en el qual emprés tanta passió i dedicació que anul·lés la seva vida personal. Velilla es va documentar i va conèixer a diversos cuiners que, amb la finalitat d'aspirar a una estrella Michelín, necessitaven "deixar-se la vida en això", treballant entre catorze i setze hores al dia i, per tant, deixant la seva vida personal de costat.

## Producció i rodatge
La pel·lícula va ser rodada durant 8 setmanes, des del 16 d'abril al 2 de juny, en diferents localitzacions de Madrid. Ens trobem davant un comèdia coral que es desenvolupa en el restaurant de ficció "Xantarella", que va ser el títol provisional en honor del bolet Cantharellus cibarius, situat en el barri gai Chueca. La producció va ser a càrrec de Cangur Produccions i Somni Films, amb la col·laboració de Antena 3, Ministeri de Cultura d'Espanya i la Generalitat de Catalunya. La fase de postproducció va ser duta a terme per Warner Bros Internacional Espanya estrenant-se l'11 d'abril de 2008. El director va voler que participessin en el projecte alguns professionals del seu localitat natal com l'encarregat de realitzar els crèdits finals, Isidro Ferrer i els de la banda sonora.

## Banda sonora
El tema musical ha anat a càrrec de Juanjo Javierre, al qual el director un any abans de l'estrena de la pel·lícula va cridar i li va proposar participar en aquest projecte. El seu comentari sobre l'elecció va ser: “Pensar a treballar amb gent de tanta qualitat i projecció era molt emocionant. A més, en la pel·lícula si sumem a Isidro Ferrer i també a Amaral ja no treballava amb dos amics, sinó amb tres”. La cançó la va compondre l'altre integrant del grup, Juan Aguirre.

## Repartiment
Javier Cámara, qui ja va treballar amb el director Nacho G. Velilla en la sèrie de televisió Siete vidas, encarna al protagonista de la pel·lícula, Maxi, el cap de cuina i amo del restaurant Xarantella. Aspira a guanyar una estrella Michelin i, malgrat ser obertament homosexual, té dos fills als quals no veu des de fa anys. Cámara va descriure al seu personatge com "algú bastant descol·locat en la vida, bastant egocèntric, bastant dispers i bastant egoista", a més de "absurd, histèric i ciclotímic", i va admetre que només va haver de deixar-se portar per a interpretar-lo, ja que és un personatge molt humà.

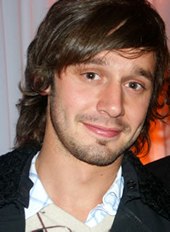
L'actor xilè Benjamín Vicuña debuta al cinema espanyol amb Fuera de carta.

Fuera de carta va suposar el debut de l'actor xilè Benjamín Vicuña al cinema espanyol. Interpreta a un exfutbolista argentí anomenat Horacio Pereti, qui després de sofrir una lesió treballa com a comentarista esportiu en televisió, ocultant la seva veritable orientació sexual.

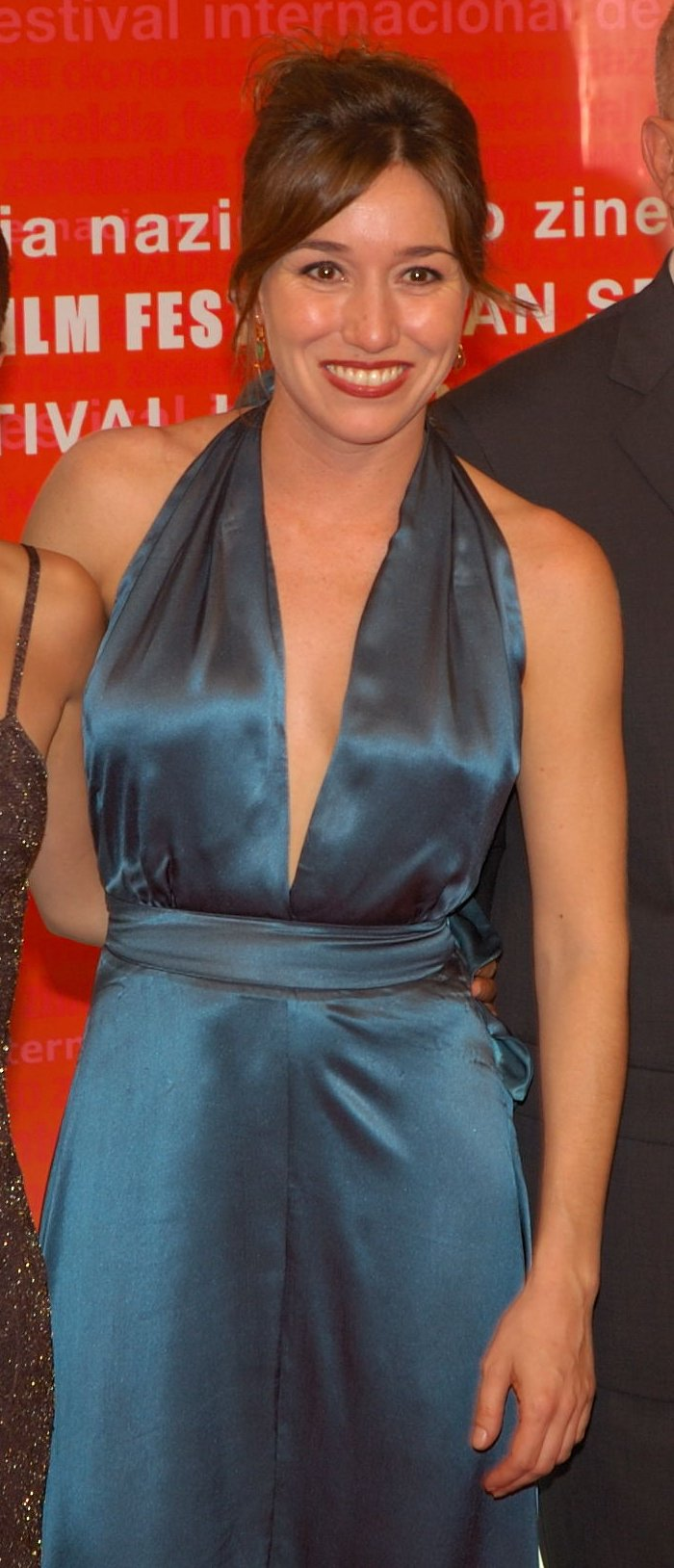
L'actriu Lola Dueñas interpreta la maître Álex.

Lola Dueñas interpreta a Álex, la maître i companya de pis de Maxi, una dona amb bastant mala sort pel que fa a les relacions amoroses amb els homes. L'actriu va reconèixer entre riures que el va atreure el personatge, perquè per fi podia interpretar a un personatge ben vestit en lloc d'una "cateta, amb el serrell horrorós" o a una "ionqui". A més va afirmar que va afrontar el paper a base d'assaigs i que durant el rodatge va acudir a diferents restaurants per a menjar, on va tenir l'oportunitat de parlar amb una maître per a preguntar-li sobre el seu treball, en què consistia i el comportament que havia de tenir.
Fernando Tejero interpreta a Ramiro, l'encàrrec de realitzar les postres del restaurant i cuidar als fills de Maxi pel fet que empra molt temps en el seu treball. Encara que Maxi no vol per ser un macarra.
Luis Varela interpreta al pare de Maxi, sol contar diversos acudits homòfobs. Al principi el paper anava a ser interpretat per Fernando Fernán Gómez però a causa de la seva defunció ho va fer Valera qui va dir que li va semblar una bogeria i li va apesarar la seva mort. Malgrat això algunes fonts van dir erròniament que hi havia intervingut. Encara que si el rodatge va ser del 16 d'abril de 2007 al 2 de juny de 2007, Fernán Gómez va tenir temps per a participar en la pel·lícula, perquè la seva mort va ser el 21 de novembre de 2007.
L'encàrrec de triar al repartiment va ser Luis San Narciso de qui va dir el director que va trobar als actors que va imaginar quan va redactar el guió, la resta del repartiment el conformen Mariano Peña, com un presentador de televisió, Chus Lampreave, com la mare de Maxi, Cristina Marcos, al seva ex muller, Alexandra Jiménez, una de les seves ajudants s la cuina, o Junio Valverde.

### Crítica
El diari El País va comentar que “armada d'un ranci costumisme i d'un lamentable toc social, filmada amb més velocitat que ritme (...) la pel·lícula és un -equivocat- cant a la nova condició de l'homosexual a Espanya” i va criticar la falta de gràcia en la seva comèdia i els “nefastos diàlegs”, encara que va elogiar la interpretació de Javier Cámara, Lola Dueñas i Fernando Tejero. Per la seva part, El Mundo va comparar el tractament de l'homosexualitat en la pel·lícula amb el "d'un retrògrad casino provincià de mitjan segle XX", va qualificar la pel·lícula de "lamentable" i finalitzava que "els acudits i llocs comuns sobre marietes produeixen una insuportable vergonya aliena". Javier Cortijo del diari ABC, va criticar amb aquestes paraules la pel·lícula:"No falten tocs de contingut melodramàtic ni tocs de sal grossa vodevilesca. Però el to en general és amable i còmode". La revista Cinemanía va valorar molt positivament l'actuació de Javier Cámara però que "recorda més al cinema caspós que al de nova cuina còmica". Manuel Márquez de la revista en línia La butaca valora les interpretacions de Javier Cámara, principalment, Fernando Tejero, Chus Lampreave i Lola Dueñas encara que no la veu com la pel·lícula enlluernadora que esperava amb la seva idea inicial.

### Premis
| Premi                         | Categoria                                      | Receptor(s)        | Resultat  |
| ----------------------------- | ---------------------------------------------- | ------------------ | --------- |
| Festival de Màlaga            | Bisnaga d'Or a la millor pel·lícula            | Fuera de carta     | Nominat   |
| Festival de Màlaga            | Bisnaga de plata al millor actor               | Javier Cámara      | Guanyador |
| Festival de Màlaga 2008       | Premi del públic                               | Fuera de carta     | Guanyador |
| New York Ace Awards           | Millor actor                                   | Javier Cámara      | Guanyador |
| New York Ace Awards           | Millor Actor de Repartiment                    | Benjamín Vicuña    | Guanyador |
| Premis Goya                   | Millor interpretació masculina protagonista    | Javier Cámara      | Nominat   |
| Premis Goya                   | Millor interpretación masculina de repartiment | Fernando Tejero    | Nominat   |
| Premis de la Unión de Actores | Millor interpretació masculina de repartiment  | Luis Varela        | Nominado  |
| Premis de la Unión de Actores | Millor interpretación femenina de reparto      | Chus Lampreave     | Nominada  |
| Fotogramas de Plata           | Millor interpretació masculina protagonista    | Javier Cámara      | Guanyador |
| Premis Gayo                   | Millor actor principal                         | Javier Cámara      | Nominat   |
| Premis Gayo                   | Millor actor de repartiment                    | Benjamín Vicuña    | Nominat   |
| Premios Gayo                  | Millor actriu de repartiment                   | Chus Lampreave     | Nominada  |
| Premis Gayo                   | Millor repartiment                             | Millor repartiment | Nominats  |

### Taquilla
El director va dir que en la seva presentació en el festival de Màlaga va haver-hi nombroses riallades, això es va traduir que en el seu primer cap de setmana aconseguís gairebé un milió d'euros i fos vista per uns 160.000 espectadors, la qual cosa li va semblar un somni fet realitat. Va acabar l'any 2008 en la sisena posició de les pel·lícules espanyoles més taquilleres amb 898.186 espectadors i 5.107.626,41 euros de recaptació. Va sortir a la venda en DVD el 30 de setembre del mateix any distribuït també per Warner.
A més, va ser venuda a quaranta-quatre països, entre els quals destaquem Estats Units, França, Itàlia, Alemanya i Regne Unit. Encara que en molts països encara no s'ha estrenat, i només a Itàlia, on rep el nom de Fuori menú, ha tingut una mica d'èxit, ocupant el lloc 16 de la taquilla amb 120.036 euros de recaptació en el seu primer cap de setmana.